# Mesurador xinès
Els mesuradors (Xinès tradicional: 量詞; Xinès simplificat: 量词; pinyin: liàngcí; Cantonès (Yale): leung4 chi4) s'usen juntament amb els numerals per definir la quantitat d'un objecte o objectes, o entre "aquest" i "aquell" per identificar objectes especifics.
En xinès, els numerals tots sols no poden quantificar un nom; en comptes de fer això, depèn del que es coneix com a mesuradors o, un menor mesura, classificadors. Hi ha dos tipus de classificadors, els nominals i els verbals, els verbals s'empren per a quantificar verbs i la quantitat de temps que té prioritat. El català també té aquest tipus de classificadors. No obstant això, el seu ús és rar si no es tracta d'un cas on hi pot haver ambigüitat i se'ls considera noms. Per exemple, en la frase "un quilo de llenties" la paraula "quilo" és necessària per saber si es tracta d'un gram o d'una tona. Per tant, la paraula "quilo" per a especificar, és a dir, classificar i mesurar la quantitat de llenties. Per això, també podem dir "vint grams de llenties" o "una tona de llenties".
Cal tenir en compte, però, que l'ús del mesurador en xinès és obligatori, és a dir, s'han s'emprar sempre que hi hagi un numeral o un pronom (un article definit com són "el" i "la" no existeixen en xinès). A diferència del català, on "una bandada d'ocells" equival a "alguns ocells", en xinès només es pot dir "一群鳥" (一群鸟). Tanmateix, "un ocell" s'ha de traduir per "一隻鳥" (一只鸟). Per fer-ho més entenedor, és com si en català haguéssim de dir "un exemplar d'ocell" per força.
L'ús també depèn de les preferències i la cultura del parlant i dels dialectes. Per exemple, per dir tres cotxes algunes persones prefereixen dir 三部車 (三部车), mentre d'altres diuen 三台車 (三台车). D'altres fins i tot diuen 三輛車 (三辆车) i finalment en cantonès es diu 三架車 (三架车), i, excloent el dialectal, tots tres mesuradors s'empren per dir la mateixa cosa.
Alguns mesuradors són unitats reals que totes les llengües tenen, com per exemple la paraula "quilòmetre". Primer veurem aquests, després altres mesuradors nominals i finalment els classificadors verbals.
La primera columna mostra la versió tradicional del caràcter, la segona la versió simplificada si és diferent a la tradicional, la tercera mostra la pronunciació en pinyin i la quarta la pronuncia cantonesa en Yale. La cinquena els usos principals del mesurador. Finalment, la paraula entre cometes ens mostra el significat literal del mesurador i al costat se n'explica l'ús si cal.

## Mesuradors nominals

### Unitats reals
| Trad.              | Simp.    | Pinyin        | Cantonès             | Usos principals                                                                               |
| Temps              | Temps    | Temps         | Temps                | Temps                                                                                         |
| ------------------ | -------- | ------------- | -------------------- | --------------------------------------------------------------------------------------------- |
| 秒                 |          | miǎo          | miu5                 | "segon"                                                                                       |
| 分                 |          | fēn           | fan1                 | "minut"                                                                                       |
| 刻                 |          | kè            | hak1 haak1           | "quart d'hora","15 minuts" (sobretot en dialectes com el xangaiès, i en traduccions)          |
| 小時               | 小时     | xiǎoshí       | siu2 si4             | "hora"                                                                                        |
| 鐘                 | 钟       | zhōng         | jung1                | "hora" (Al sud de la Xina)                                                                    |
| 時辰               | 时辰     | shíchén       | si4 san4             | "dues hores" (arcaic)                                                                         |
| 天                 |          | tiān          | tin1                 | "dia"                                                                                         |
| 日                 |          | rì            | yat6                 | "dia"                                                                                         |
| 年                 |          | nián          | nin4                 | "any"                                                                                         |
| 載                 | 载       | zǎi           | joi2 joi3            | "any"                                                                                         |
| 世紀               | 世纪     | shìjì         | sai3 gei2            | "segle"                                                                                       |
| Pes/massa          |          |               |                      |                                                                                               |
| 克                 |          | kè            | hak1 haak1           | "gram"                                                                                        |
| 斤                 |          | jīn           | gan1                 | "lliura", mig quilo                                                                           |
| 公斤               |          | gōngjīn       | gung1 gan1           | "quilogram"                                                                                   |
| 千克               |          | qiānkè        | chin1 hak1/haak1     | "quilogram"                                                                                   |
| 噸                 | 吨       | dūn           | deun1                | "tona"                                                                                        |
| Longitud/distància |          |               |                      |                                                                                               |
| 公分               |          | gōngfēn       | gung1 fan1           | "centímetre"                                                                                  |
| 厘米               |          | límǐ          | lei4 mai5            | "centímetre" (d'ús molt rar)                                                                  |
| 寸                 |          | cùn           | chyun3               | polzada xinesa                                                                                |
| 吋                 |          | cùn           | chyun3               | polzada britànica                                                                             |
| 尺                 |          | chǐ           | che2/chek3           | peu xinès                                                                                     |
| 呎                 |          | chǐ           | chek3                | peu britànic                                                                                  |
| 英尺               |          | yīngchǐ       | ying1 chek3          | peu britànic                                                                                  |
| 公尺               |          | gōngchǐ       | gung1 chek3          | "metre"                                                                                       |
| 米                 |          | mǐ            | mai5                 | "metre" (tècnic)                                                                              |
| 里                 |          | lǐ            | lei5                 | "lǐ", un terç de milla aprox.                                                                 |
| 哩                 |          | lǐ            | le1/lei5/li1         | milla britànica                                                                               |
| 英里               |          | yīnglǐ        | ying1 lei5           | milla britànica                                                                               |
| 公里               |          | gōnglǐ        | gung1 lei5           | "quilòmetre"                                                                                  |
| 天文單位           | 天文单位 | tiānwéndānwèi | tin1 man4 daan1 wai2 | "unitat astronòmica"                                                                          |
| 光年               |          | guāngnián     | gwong1 nin4          | "any llum"                                                                                    |
| 秒差距             |          | miǎochājù     | miu5 cha1 geui6      | "parsec"                                                                                      |
| Moneda             |          |               |                      |                                                                                               |
| 圓                 | 元       | yuán          | yun4                 | "yuán", "¥" (divisa principal) (es poden emprar ambdues formes en un text tradicional)        |
| 塊                 | 块       | kuài          | faai3                | "yuán", "¥" (una paraula d'argot, com ara "peles")                                            |
| 角                 | 交       | jiāo          | gok3/luk6            | "jiāo", moneda de deu centims (es poden emprar ambdues formes en un text simplificat)         |
| 毫                 | 毛       | máo           | hou4                 | "jiāo", moneda de deu centims (argot) (es poden emprar ambdues formes en un text tradicional) |
| 分                 |          | fēn           | fan1/fan6            | "fēn", "cèntim"                                                                               |

### Altres mesuradors nominals
| Trad. | Simp. | Pinyin  | Usos principals |
| ----- | ----- | ------- | --- |
| 把    |       | bǎ      | "grapat" — objectes que es poden agafar (ganivets, claus, cadires, etc...)                                                                      |
| 班    |       | bān     | Serveis programats (trens, etc...) |
| 包    |       | bāo     | "paquest", "feix" |
| 杯    |       | bēi     | "copa" — begudes |
| 本    |       | běn     | "volum" — relacionat amb material imprès (llibres, etc...)                                                                                      |
| 筆    | 笔    | bǐ      | grans quantitats de diners |
| 部    |       | bù      | novel·les, pel·lícules |
| 册    |       | cè      | volums de llibres |
| 層    | 层    | céng    | "pis", "capa" — edificis, etc... |
| 場    | 场    | chǎng   | espectacles públics, jocs |
| 床    |       | chuáng  | "llit" — mantes, làmines |
| 次    |       | cì      | "temps" — oportunitats, accidents |
| 袋    |       | dài     | tot allò que tingui forma de bossa o butxaca i estigui ple                                                                                      |
| 道    |       | dào     | projeccions lineals (rajos de llum, etc...), ordres donades per una figura autoritària                                                          |
| 滴    |       | dī      | aigua, sang i tota mena de fluids |
| 點    | 点    | diǎn    | idees, suggeriments |
| 頂    | 顶    | dǐng    | objectes que sobresurten (barrets, etc...) |
| 棟    | 栋    | dòng    | "pilar", emprat per a edificis |
| 堵    | 都    | dǔ      | murs i eines que envolten a un professional |
| 段    |       | duàn    | "tram contigu" — cables, calçades, etc... |
| 對    | 对    | duì     | "parella" — gent |
| 頓    | 顿    | dùn     | apats |
| 朵    |       | duǒ     | flors, nuvols |
| 份    |       | fèn     | porcions |
| 封    |       | fēng    | cartes, correu |
| 幅    |       | fú      | obres d'art (pintures, etc...) |
| 服    |       | fù      | "dosi" — medicina (xinesa) |
| 副    |       | fù      | objectes que normalment venen en parelles (guants, sabates, etc..)                                                                              |
| 個    | 个    | ge (gè) | objectes individuals, persones — es fa servir aquest mesurador amb qualsevol nom si es desconeix el mesurador adequat.                          |
| 根    |       | gēn     | objectes prims o allargats (agulles, pilars, etc...)                                                                                            |
| 股    |       | gǔ      | fluxes (d'aire, etc...) |
| 行    |       | háng    | objectes que formen liínies (paraules, etc...)                                                                                                  |
| 盒    |       | hé      | "caixa petita" — casets, etc... |
| 户    |       | hù      | famílies |
| 伙    |       | huǒ     | mesurador despectiu per a bandes de delinqüents                                                                                                 |
| 家    |       | jiā     | reunió de gent (famílies, empreses, etc...) |
| 架    |       | jià     | avions, pianos |
| 間    | 间    | jiān    | habitacions |
| 件    |       | jiàn    | assumptes, roba, etc.... |
| 節    | 节    | jié     | "secció" — de bambú, etc... |
| 屆    | 届    | jiè     | reunions o sessions programades regularment |
| 句    |       | jù      | línies, frases, etc... |
| 棵    |       | kē      | arbres i flora similar |
| 顆    | 颗    | kē      | objectes petits (cors, perles, dents, etc...) i objectes que semblen petits (planetes distants, estrelles, etc...))                             |
| 口    |       | kǒu     | gent de poble, membres d'una família |
| 塊    | 块    | kuài    | "tros", "peça" — terra, pedres, etc... pastissos, pa etc... (però no llesques)                                                                  |
| 類    | 类    | lèi     | objectes del mateix tipus o classe |
| 粒    |       | lì      | "cereal" |
| 輛    | 辆    | liàng   | cotxes, bicicletes, etc... |
| 列    |       | liè     | trens |
| 枚    |       | méi     | medalles |
| 門    | 门    | mén     | objectes o esdeveniments corresponents a la universitat (cursos, etc...)                                                                        |
| 面    |       | miàn    | objectes plans i llisos (miralls, banderes, etc..)                                                                                              |
| 名    |       | míng    | persones d'alta graduació o educació (doctors, advocats, politic, reialesa, etc...)                                                             |
| 排    |       | pái     | objectes ordenats en files (cadires, etc...) |
| 盤    | 盘    | pán     | objectes plans (videocasets, etc...) |
| 批    |       | pī      | persones, béns, etc... |
| 匹    |       | pǐ      | cavalla i altres animal de muntura, rotllos de roba                                                                                             |
| 篇    |       | piān    | diaris, articles, etc... |
| 片    |       | piàn    | "llesca" — objectes plans, targetes, llesques de pa, etc...                                                                                     |
| 瓶    |       | píng    | "ampolla" — begudes |
| 期    |       | qī      | revistes |
| 群    |       | qún     | "grup", "ramat" |
| 扇    |       | shàn    | portes, finestres |
| 首    |       | shǒu    | cançons, poemes, música, etc... |
| 束    |       | shù     | rams |
| 雙    | 双    | shuāng  | objectes que venen en parelles (guants, sabates, etc...)                                                                                        |
| 艘    |       | sōu     | naus |
| 所    |       | suǒ     | edificis |
| 台    |       | tái     | objectes pesats (televisors, ordinadors, etc...) i funcions (teatre, etc...)                                                                    |
| 堂    |       | táng    | períodes de classes, mobles |
| 趟    |       | tàng    | serveis de transport programats (autobús, metro, etc...)                                                                                        |
| 套    |       | tào     | "col·lecció" — llibres, revistes, col·leccionables, etc...                                                                                      |
| 題    | 题    | tí      | mesurador de preguntes |
| 條    | 条    | tiáo    | objectes llargs i estrets |
| 頭    | 头    | tóu     | "cap" — alguns animals (porcs, vaques, etc...), cabell                                                                                          |
| 團    | 团    | tuán    | "pilota" — rotund and wound objects (balls of yarn, etc.)                                                                                       |
| 位    |       | wèi     | mesurador educat de persona |
| 項    | 项    | xiàng   | projectes |
| 樣    | 样    | yàng    | articles d'atributs divergents |
| 扎    |       | zhā     | "pot", "gerra" — begudes com ara la cervesa, soda, suc, etc... (És un manlleu recent de l'anglès, i se'l considera informal i propi de l'argot) |
| 盞    | 盏    | zhǎn    | aparells de llum (normalment làmpades), pot de te, etc...                                                                                       |
| 張    | 张    | zhāng   | "làmina" — objectes plans (paper, taules, etc...), cares, arcs, pintures, bitllets, constel·lacions                                             |
| 陣    | 阵    | zhèn    | "rafega", "explosió" — esdeveniments de curta durada (tempestes de llamps, rafegues de vent)                                                    |
| 支    |       | zhī     | objectes semblants a un pal (bolígrafs, palets, etc...)                                                                                         |
| 隻    | 只    | zhī     | un d'una parella, alguns animals (ocells, gats, etc..)                                                                                          |
| 枝    |       | zhī     | forma alternativa de支, pot ser usat per a rifles i roses                                                                                       |
| 種    | 种    | zhǒng   | tipus o classes d'objectes |
| 組    | 组    | zǔ      | col·leccions, files, series, piles |
| 座    |       | zuò     | grans estructures o muntanyes |

## Mesuradors verbals
| Trad. | Simp. | Pinyin | Cantonès    | Usos principals                                                                                            |
| ----- | ----- | ------ | ----------- | --- |
| 遍    |       | biàn   | bin3 pin3   | el nombre de vegades que s'ha completat una acció                                                          |
| 場    | 场    | chǎng  | cheung4     | la durada d'un esdeveniment que s'esdevé dins d'un altre                                                   |
| 次    |       | cì     | chi3        | vegades (a diferència de 遍, 次 es refereix al nombre de vegades encara que s'hagi completat l'acció o no) |
| 頓    | 顿    | dùn    | deun6       | accions sense repetició                                                                                    |
| 回    |       | huí    | wui4        | esdeveniments (ús col·loquial)                                                                             |
| 聲    | 声    | shēng  | seng1/sing1 | plors, crits, etc...                                                                                       |
| 趟    |       | tàng   | tong3       | viatges, visites, etc...                                                                                   |
| 下    |       | xià    | ha5/ha6     | accions breus i sovint sobtades                                                                            |

## Mesuradors col·loquials
En la parla col·loquial d'alguns dialectes 倆 (liǎ) es fa servir sovint en comptes de 兩個 (liǎng ge), d'aquesta manera adquireix la identitat d'un mesurador que vol dir "dos de (etc.)". El mateix passa amb 仨 (sā), que vol dir "tres de (objecte)".

## Exemples
Codi de colorsEls mesuradors apareixen en verd i els noms en violeta.
- 去年我騎了一匹馬。

L'any passat vaig cavalcar un cavall.
- 這臺電視看了一次就壞了。

Aquest televisor es va trencar després d'encendre'l una vegada.
- 我訂了這兩班車。

He reservat (dos bitllets per) aquests dos autobusos.
- 下完這陣雨我才會爬那座山。

Només després que hagi passat aquesta pluja escalaré aquella muntanya.
- 一根頭髮。

Un pèl, un pèl de cabell.
- 五分(鐘)。

Cinc mintus (període)
- 十天(時間)。

Deu dies(període)
- 一百頭牛。

Cent bous, cent caps de bestiar.
- 一個蘋果。

Una poma.
- 一斤蘋果。

Una lliura de pomes.
- 一些蘋果。

Algunes pomes, un grup de pomes.